# Lê Trí Thanh
Lê Trí Thanh (sinh năm 1970) là chính trị gia người Việt Nam. Ông hiện là Ủy viên Ban Thường vụ Tỉnh ủy, Bí thư Đảng đoàn, Chủ tịch Mặt trận Tổ quốc Việt Nam tỉnh Quảng Nam.
Ông từng giữ chức vụ Phó Bí thư Tỉnh ủy, Chủ tịch Ủy ban nhân dân tỉnh Quảng Nam.

## Tiểu sử
Lê Trí Thanh sinh ngày 5 tháng 8 năm 1970, quê quán tại xã Điện Hồng, thị xã Điện Bàn, tỉnh Quảng Nam.. Lê Trí Thanh là con trai của ông Lê Trí Tập - nguyên Phó Bí thư Tỉnh ủy, Chủ tịch UBND Tỉnh Quảng Nam từ năm 1996-2000
Ông có trình độ học vấn thạc sĩ chính sách công.cử nhân luật, cử nhân tài chính, cử nhân chính trị
Lê Trí Thanh là đảng viên Đảng Cộng sản Việt Nam.
Lê Trí Thanh từng giữ các chức vụ Giám đốc Sở Ngoại vụ tỉnh Quảng Nam, Trưởng ban Ban Xúc tiến đầu tư và Hỗ trợ doanh nghiệp, Chủ tịch thị xã Điện Bàn, Phó Chủ tịch UBND tỉnh Quảng Nam.
Ngày 11 tháng 11 năm 2019, tại hội nghị Đảng bộ tỉnh Quảng Nam, các đại biểu đã bầu đồng chí Lê Trí Thanh, Ủy viên Ban Thường vụ Tỉnh ủy, Phó Chủ tịch UBND tỉnh giữ chức danh Phó Bí thư Tỉnh ủy Quảng Nam nhiệm kỳ 2015 - 2020.
Ngày 29 tháng 11 năm 2019, Hội đồng nhân dân tỉnh Quảng Nam đã bầu Lê Trí Thanh, Phó Bí thư Tỉnh ủy Đảng Cộng sản Việt Nam tỉnh Quảng Nam, giữ chức vụ Chủ tịch Ủy ban nhân dân tỉnh Quảng Nam thay cho ông Đinh Văn Thu nghỉ hưu.
Tại kỳ họp bất thường tổ chức sáng ngày 8 tháng 4 năm 2024, HĐND tỉnh Quảng Nam đã biểu quyết, thống nhất miễn nhiệm ông Lê Trí Thanh với 100% đại biểu có mặt đồng ý (54 đại biểu, vắng 4).
Ngày 4 tháng 7 năm 2024, Tỉnh ủy Quảng Nam tổ chức hội nghị lần thứ 16 khoá XXII, công bố các quyết định về công tác cán bộ. Theo đó, Ban Thường vụ Tỉnh ủy Quảng Nam quyết định điều động ông Lê Trí Thanh - Ủy viên Ban Thường vụ Tỉnh ủy, đến nhận công tác tại Uỷ ban Mặt trận Tổ quốc Việt Nam tỉnh, chỉ định tham gia Đảng đoàn Uỷ ban Mặt trận Tổ quốc Việt Nam tỉnh nhiệm kỳ 2019 – 2024 và giữ chức vụ Bí thư Đảng đoàn; đồng thời, giới thiệu hiệp thương cử tham gia Ủy ban Mặt trận Tổ quốc Việt Nam tỉnh, giữ chức Chủ tịch Ủy ban Mặt trận Tổ quốc Việt Nam tỉnh Quảng Nam.